# Коростіль Володимир Євстахійович
Володимир Євстахійович Коростіль (псевдо: «Осика», «Степ»; 1927, м. Львів — 4 листопада 1950, с. Вербляни, Яворівський район, Львівська область) — український військовик, провідник Краковецького районного проводу ОУН, лицар Бронзового хреста бойової заслуги УПА.

## Життєпис
Освіта — середня: закінчив гімназію у Львові.
Закінчив старшинську школу УПА «Олені» (07.1944).
Командир рою в курені «Холодноярці» (літо-осінь 1944), командир чоти сотні УПА «Жубри І» (кінець 1944 — 06.1945), командир сотні УПА (07.1945 — літо 1946), командир чоти «Непоборні» (літо-осінь 1946).
Восени 1946 р. після демобілізації відділів перейшов до теренової сітки. Організаційний референт Пустомитівського (осінь 1946 — літо 1949), керівник Краковецького (літо 1949 — 4.11.1950) районного проводу ОУН.
Загинув у бою з прикордонниками під час відступу з блокованого облавниками господарства Олексія Борового на прис. Калитяки. Тіло забране ворогом до Немирова, де закопане у невідомому місці.
Вістун (1944), старший вістун (1945), старший булавний (1.01.1946) УПА.

## Нагороди
- Згідно з Наказом штабу воєнної округи 2 «Буг» ч. 21 від 5.09.1946 р. старший булавний УПА, командир сотні УПА Володимир Коростіль – «Осика» нагороджений Бронзовим хрестом бойової заслуги УПА.
- Відзначений Похвалою у Наказі ВШВО 2 «Буг» (4.05.1946)
- Відзначений медаллю «За боротьбу в особливо важких умовах».